# Ogden (Kansas)
Ogden is een plaats (city) in de Amerikaanse staat Kansas, en valt bestuurlijk gezien onder Riley County.

## Demografie
Bij de volkstelling in 2000 werd het aantal inwoners vastgesteld op 1762.
In 2006 is het aantal inwoners door het United States Census Bureau geschat op 1126, een daling van 636 (-36.1%).

## Geografie
Volgens het United States Census Bureau beslaat de plaats een oppervlakte van
2,2 km², waarvan 2,0 km² land en 0,2 km² water.

## Plaatsen in de nabije omgeving
De onderstaande figuur toont nabijgelegen plaatsen in een straal van 16 km rond Ogden.